# 澳洲丝膜菌
澳洲丝膜菌（学名：Cortinarius australiensis）是一种丝膜菌属真菌，原产于澳大利亚及新西兰。这种白色真菌在秋天生长，可以长得很大，菌盖直径可达30厘米。 其俗名为“skirt webcap”。 
种加名 australiensis 意为“澳大利亚的”。

## 分类
1918年，本种最早被约翰·伯顿·克莱兰德（John Burton Cleland）和埃德温·切尔（Edwin Cheel）描述为“Rozites australiensis“。1924年，克莱兰德（Cleland）将其归入现已被合并入丝膜菌属的的Locellina属中。1981年，埃贡·霍拉克（Egon Horak）将该物种移至丝膜菌属。
被归于Phlegmacium亚属的澳洲丝膜菌是布鲁诺·加斯帕里尼（Bruno Gasparini）于2006年定义的”澳洲丝膜菌系“的模式种。 这是一系列相关的生长在南半球的真菌，其特征是丰富的菌幕 ，中到大型的浅色子实体 ，以及椭圆形至杏仁状的孢子。

## 描述

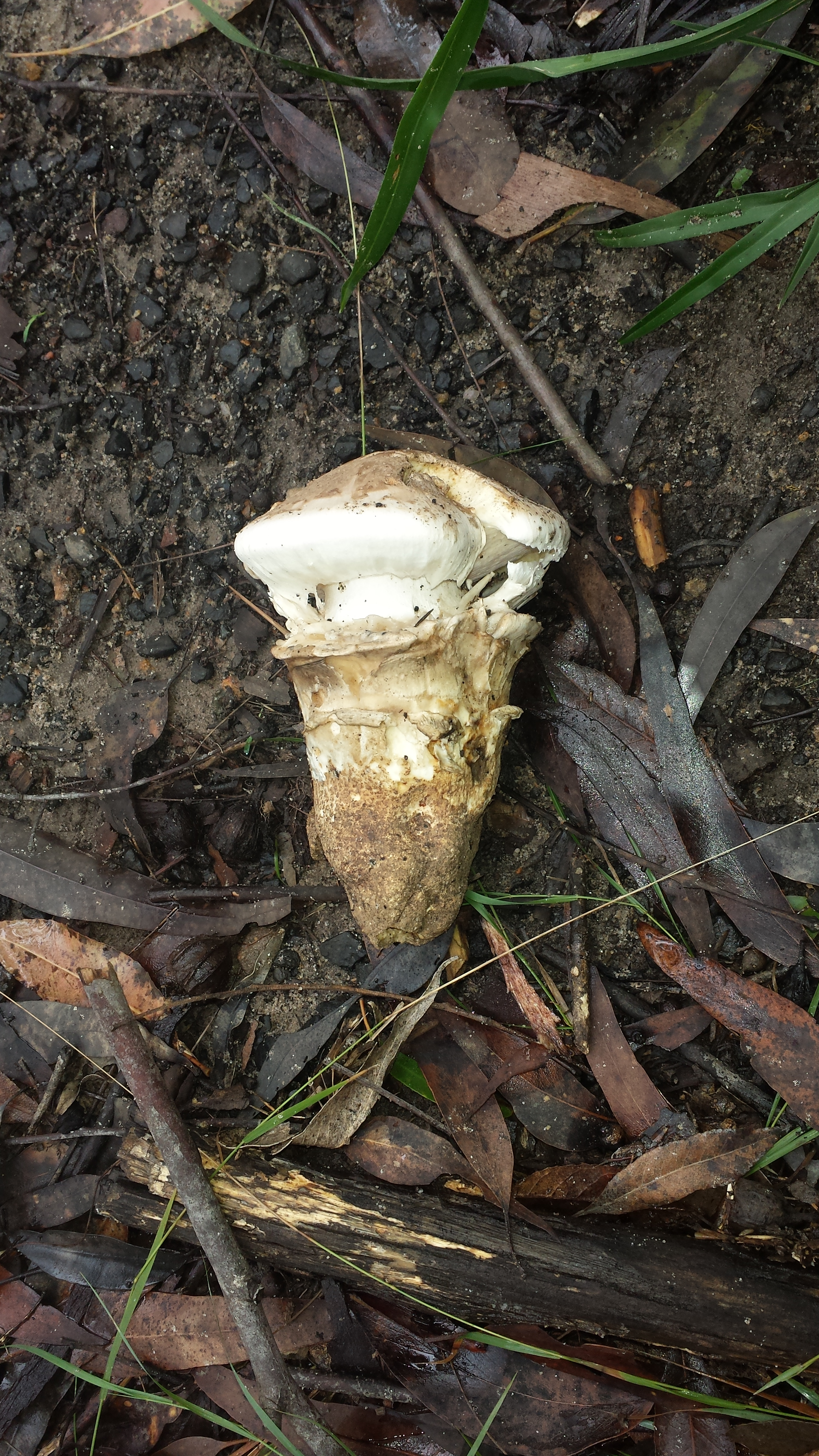
幼小子实体被菌幕覆盖

该真菌的子实体具有凸形到扁平的菌盖 ，直径通常在5~7.5厘米之间， 尽管最大的标本可达30厘米。子实体无明显气味。菌盖发白，带褐色， 参差不齐的菌幕碎片常残留在菌盖边缘。 菌柄肥大，长可达15厘米，宽可达3.7~6.2厘米，尽管通常要小得多。 菌盖下的菌褶起初贴生，附着在菌柄上，呈淡秸秆色；随着孢子成熟，菌褶的附着部位逐渐弯曲至几乎离生，颜色加深为锈色。菌褶层最深可达1厘米。与菌幕一样，菌环通常会残留在菌柄上，直至子实体成熟。菌环经常被散落的孢子染成深棕色。  孢子椭圆形至杏仁形，长10~13微米，宽5.4~6.9微米，遇氢氧化钾可变黄褐色。澳洲西部标本的孢子稍大，平均尺寸11.1x5.9微米。 
本种可食性未知，应避免食用 ，因为它的一些近缘种含有致命毒素。其幼小子实体形似卵形鹅膏菌。本种亦易被误认为是外观相似的Cortinarius sublargus ，尽管后者通常较小，无明显菌环，且通常仅在火烧地生长。

## 生长分布
该菌在新南威尔士州以及南澳大利亚的Lofty Ranges山脉，Kuitpo和Ashton均有记录。其在塔斯马尼亚州湿润的森林中亦有记录，但少见。该菌与桉树形成菌根，四月到七月间，可见到大朵的子实体出现在桉树林中。本种是澳大利亚西南部Jarrah森林本地真菌中最大的，经常被本地哺乳动物食用。其亦产于新西兰，与薄子木属植物生长在一起。